# 야마하 XS400
야마하 XS400(Yamaha XS400)은 야마하에서 1976년부터 1983년까지 생산되었다. XS250 및 XS360은 동일한 XS400 플랫폼의 거의 동일한 변형이다. 스페셜, 스페셜 II, 헤리티지 배지는 "공장 커스텀" 트림 라인을 나타냈다.
XS400은 180° 크랭크 각도를 가진 4행정 공랭식 오버헤드 캠 직렬 2기통 엔진을 탑재했으며, 이는 일부 축 방향 진동을 대가로 선형 진동을 줄여준다. 392 cc (23.9 cu in) 엔진은 8100 rpm에서 36 bhp (27 kW)를 생산했다.

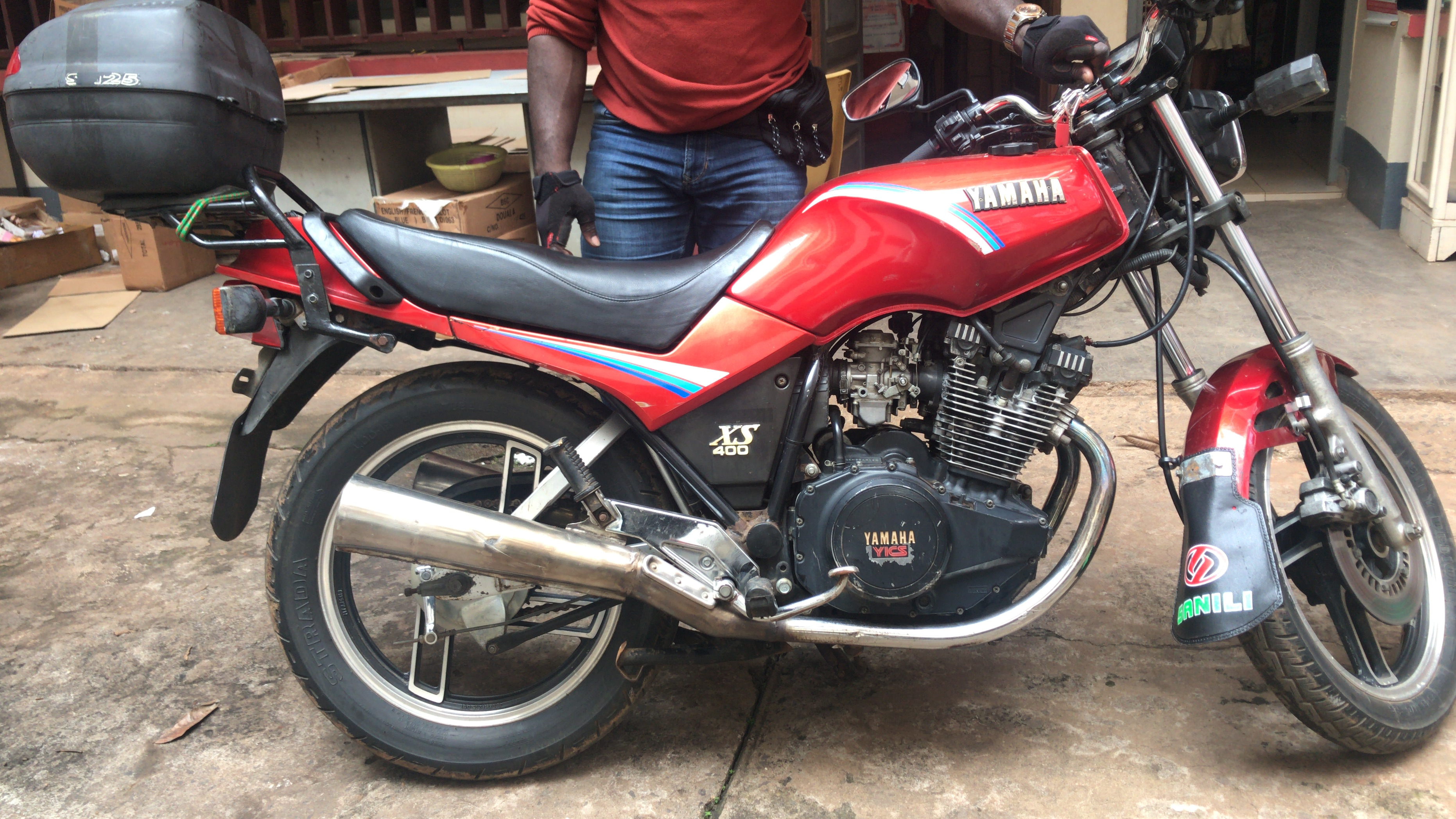
카메룬에 있는 야마하 XS400 (2019)

이중 오버헤드 캠 변형(XS400k)도 1982년과 1983년에 후방 모노 쇼크와 업데이트된 스타일로 생산되었다.
XS400에는 6단 변속기, 습식 플레이트, 6마찰 디스크 클러치, 체인 구동, 회전계, 자동 취소 방향 지시등, 전기 및 킥 스타터, 조절식 후방 충격 흡수 장치, 중앙 스탠드, 자동 연료 콕이 장착되었다. 초기 및 경제형 모델은 스포크 휠과 드럼 브레이크가 장착되었고, 후기 및 고급형 모델은 주조 합금 휠과 유압 디스크 브레이크가 장착되었다. 후기 모델은 또한 초기 기계식 점화 시스템을 현대적인 솔리드 스테이트 전자 시스템으로 업그레이드했다.
모델 이름의 숫자는 엔진 배기량을 나타낸다. 배기량을 제외하고 250 cc, 360 cc, 400 cc 변형은 전기 스타터와 자동 취소 방향 지시등이 생략된 일부 경제형 XS250, XS360, XS400을 제외하고 대부분 동일했다. 업그레이드된 스페셜 및 헤리티지 트림 레벨에는 계단식 시트, 메가폰 스타일 배기 파이프, 스윕백 핸들바와 같은 스타일링 변경이 포함되었다.
무게는 약 182 kg (401 lb)(오일, 가스 등 포함)이며, 연료 용량은 14 L (3.7 US gal)이다.